# Vindecarea femeii cu scurgere de sânge

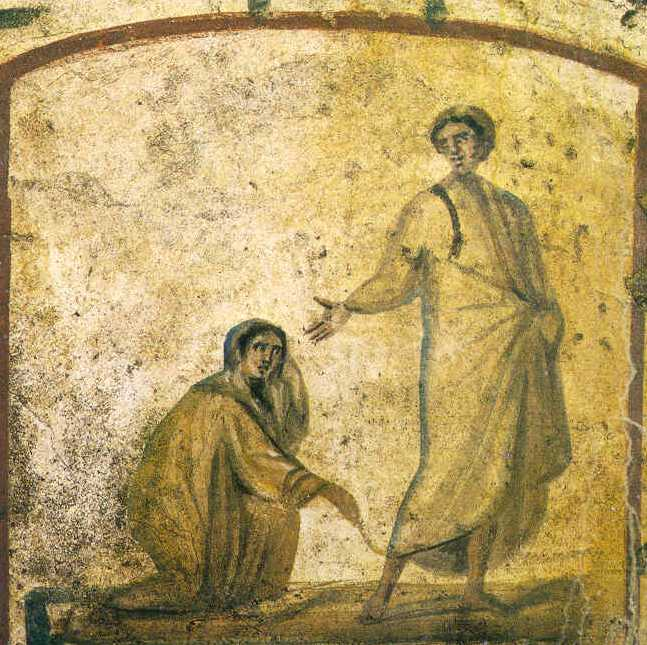
Hristos vindecând o femeie cu scurgere de sânge, minune reprezentată în Catacombele Romei.

Vindecarea femeii cu scurgere de sânge este una din minunile lui Iisus, consemnată în Evanghelia după Matei (9:20-22), în cea după Marcu (5:25-34) și în cea după Luca (8:43-48).
După scrierile evanghelice, această minune urmează exorcismului din ținutul Gadarenilor și este combinată cu minunea învierii fiicei lui Iair. Pe când mergea spre casa lui Iair, o femeie bolnavă a atins hainele lui Iisus.
Femeia avea scurgere de sânge de doisprezece ani. Ea îndurase multe de la mulți doctori și își cheltuise toată agoniseala, dar în loc să se facă bine se simțea mai rău. Când a auzit de Iisus, a venit în mulțime și i-a atins poala hainei. Imediat sângerarea a încetat și ea a simțit în trup că s-a eliberat de suferință.
Iisus a simțit pe loc puterea ieșită din el. S-a întors spre mulțime și a întrebat:
„Cine s-a atins de hainele mele?”
„Vezi mulțimea îmbulzindu-se în tine”, i-au răspuns ucenicii săi, „și tu întrebi: Cine m-a atins?”. Dar Iisus a continuat să se uite în jurul său pentru a vedea pe cel care făcuse acest lucru. Atunci, femeia, știind ce i se întâmplase, a venit și a căzut la picioarele lui și, tremurând de frică, i-a mărturisit tot adevărul. Iar el i-a zis:
„Fiică, credința ta te-a vindecat. Mergi în pace și eliberează-te de suferință!”
Acest episod din Evanghelii conține învățătura că suferința poate fi înfrântă prin credință, așa cum o avea femeia cu scurgere de sânge, poate exista în situații aparent fără speranță și că prin credință se poate obține vindecarea. Când femeia a fost vindecată, Iisus îi spune: „credința ta te-a vindecat”.